# Gavin Strang

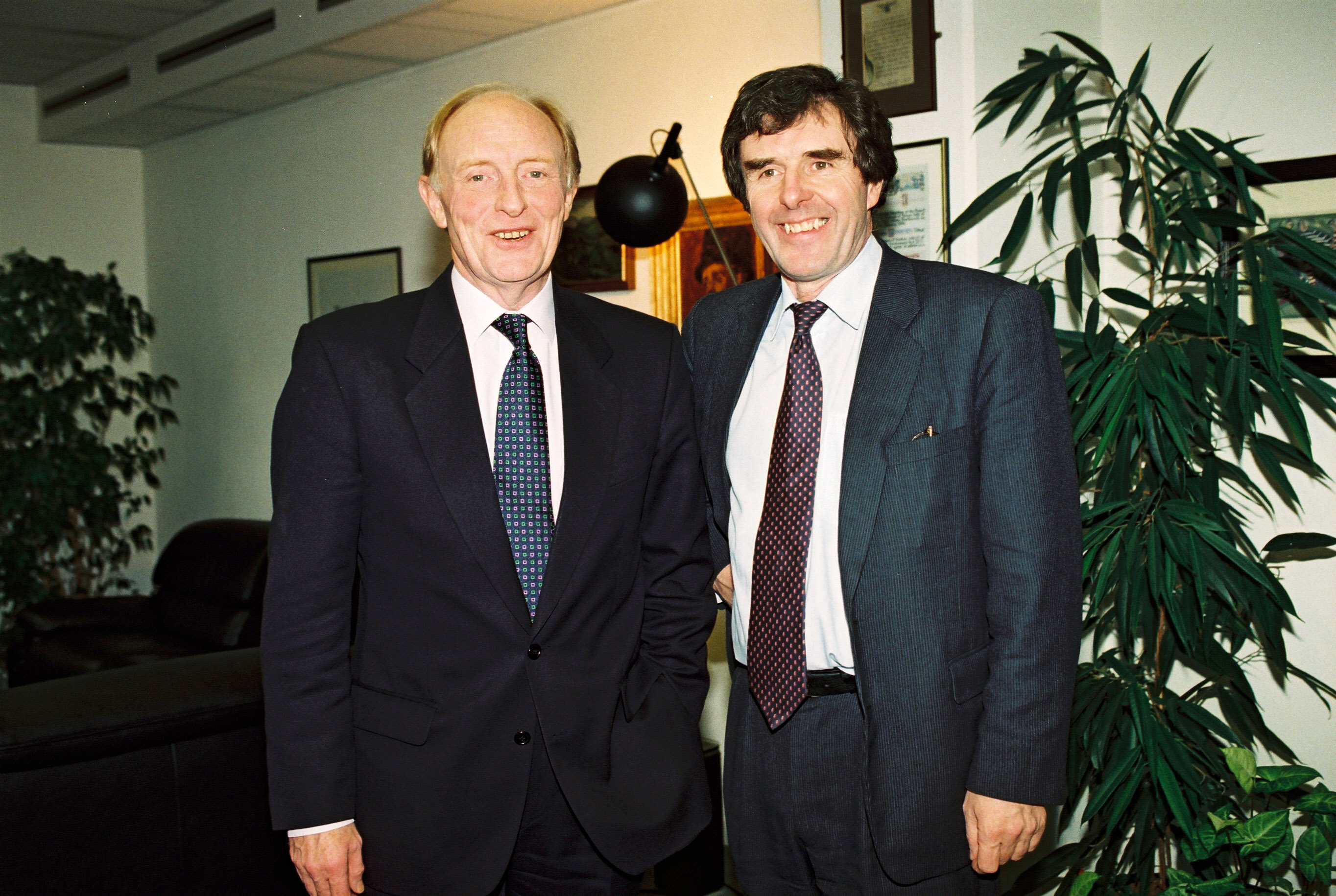
Gavin Strang (rechts), Britischer Verkehrsminister Minister, und Neil Kinnock (1997)

Gavin Strang (* 10. Juli 1943 in Crieff, Perth and Kinross, Schottland) ist ein ehemaliger britischer Politiker der Labour Party, der vierzig Jahre Mitglied des House of Commons und unter anderem zwischen 1997 und 1998 Staatsminister für Verkehr war.

## Leben
Nach dem Besuch der Morrison’s Academy absolvierte Strang ein Studium der Agrarwissenschaften an der University of Edinburgh sowie am Churchill College der University of Cambridge und war nach Abschluss des Studiums 1966 zuerst als Wirtschaftsberater tätig, ehe er danach von 1968 bis 1970 als Agrarwissenschaftler arbeitete.
Im Anschluss wurde er bei den Unterhauswahlen vom 18. Juni 1970 erstmals zum Abgeordneten in das House of Commons gewählt und vertrat dort bis zum 1. Mai 1997 den Wahlkreis Edinburgh East. Nach dem Wahlsieg der Labour Party bei den Unterhauswahlen vom Februar 1974 wurde er zunächst Parlamentarischer Unterstaatssekretär im Energieministerium und dann von 1976 bis 1979 im Ministerium für Landwirtschaft, Fischerei und Ernährung.
Nach der Wahlniederlage seiner Partei gegen die Conservative Party bei den Unterhauswahlen 1979 wurde er Sprecher der oppositionellen Labour-Fraktion für Landwirtschaft im Unterhaus und behielt diese Funktion bis 1982. Später war er von 1992 bis 1997 Oppositionssprecher für Landwirtschaft, Ernährung und ländliche Angelegenheiten.
Nachdem er bei den Unterhauswahlen vom 1. Mai 1997 nunmehr für den Wahlkreis Edinburgh East and Musselburgh abermals zum Mitglied in das House of Commons gewählt wurde, berief ihn Premierminister Tony Blair zum Staatsminister für Verkehr (Minister of Transport) in dessen erstes Kabinett. Bereits im Juli 1998 wurde er in diesem Amt durch den bisherigen Staatsminister für die Streitkräfte, John Reid, abgelöst.
Zuletzt war Strang nach den Unterhauswahlen vom 5. Mai 2005 bis zu den Unterhauswahlen vom 6. Mai 2010 wiederum Mitglied des House of Commons für den Wahlkreis Edinburgh East.